# Eucampima atritoinalis
Eucampima atritoinalis är en fjärilsart som beskrevs av George Francis Hampson 1926. Eucampima atritoinalis ingår i släktet Eucampima och familjen nattflyn. Inga underarter finns listade i Catalogue of Life.